# Estación Córdoba Mitre
Córdoba (Mitre) es la principal Terminal Ferroviaria de la Ciudad de Córdoba, Provincia de Córdoba, Argentina

## Servicios
Es la estación terminal de los servicios diésel que se prestan entre esta y las estaciones Retiro y Villa María.
Es una de las cabeceras del Tren de las Sierras que va hasta Valle Hermoso y el Tren metropolitano hacia La Calera.

## Historia
En 1863, el gobierno de Argentina le otorgó a la compañía Ferrocarril Central Argentino de capitales teóricamente británicos, manejada por el ingeniero Guillermo Wheelwright, una concesión para construir y explotar una línea de ferrocarril entre las ciudades de Rosario (un puerto en el sur de la Provincia de Santa Fe, sobre el Río Paraná) y Córdoba.
La línea se comienza a construir el 25 de abril de 1863, pero recién el 13 de marzo de 1870, el trazado llega hasta la ciudad de Córdoba, y la línea es inaugurada oficialmente por el presidente Domingo Faustino Sarmiento el 13 de abril del mismo año.
En 1946, la estación pasa a formar parte del Ferrocarril General Bartolomé Mitre.
En la década de 1990 deja de operar el ramal de pasajeros y la estación pasa a ser controlada por la empresa Nuevo Central Argentino.
El imponente edificio de la estación fue declarado Patrimonio Cultural de la Ciudad, por la Sub-dirección de Patrimonio Cultural de la ciudad de Córdoba en el año 1995 por tratarse de un edificio de características únicas e irremplazables.
El salón del bar de esta estación es una joya arquitectónica del estilo neoclásico europeo que permanece en perfecto estado de conservación y cuenta con una muestra fotográfica histórica del edificio, proveniente del archivo fotográfico histórico de la Universidad Nacional de Córdoba.
En 2004 comienza a funcionar el ramal a Villa María y en 2005 vuelve a haber un ramal de pasajeros a Retiro, ambos ofrecidos por la empresa Ferrocentral.
Desde octubre de 2014 la empresa estatal Trenes Argentinos Operaciones se hace cargo plenamente de este servicio.
El 6 de diciembre de 2019 la empresa estatal Trenes Argentinos Operaciones, hizo llegar el tren de las Sierras a la estación Córdoba Mitre tras 25 años y tras meses de obras en la zona entre Empalme Villa Garita y esta estación.

## Imágenes

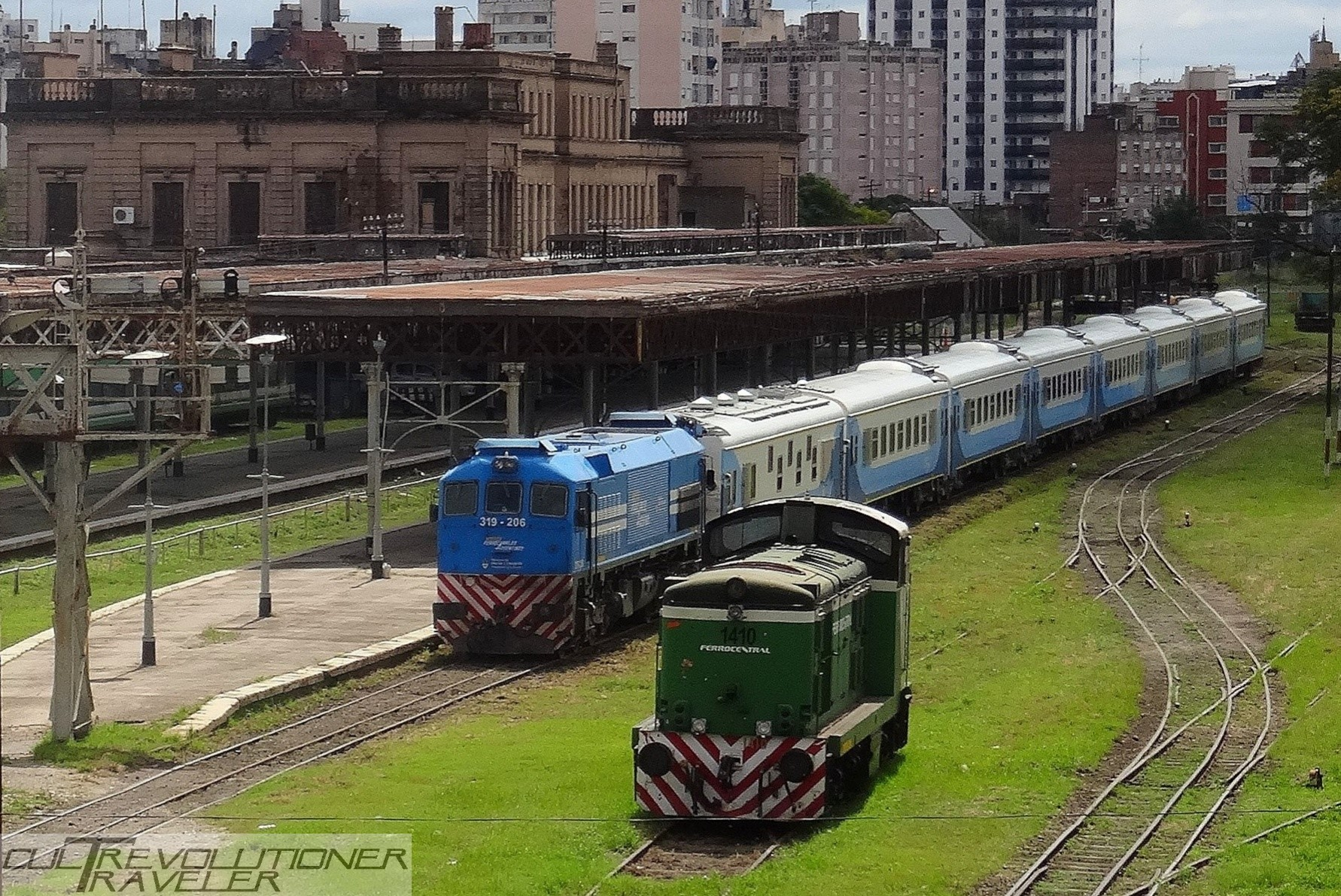
Vista panorámica de la estación
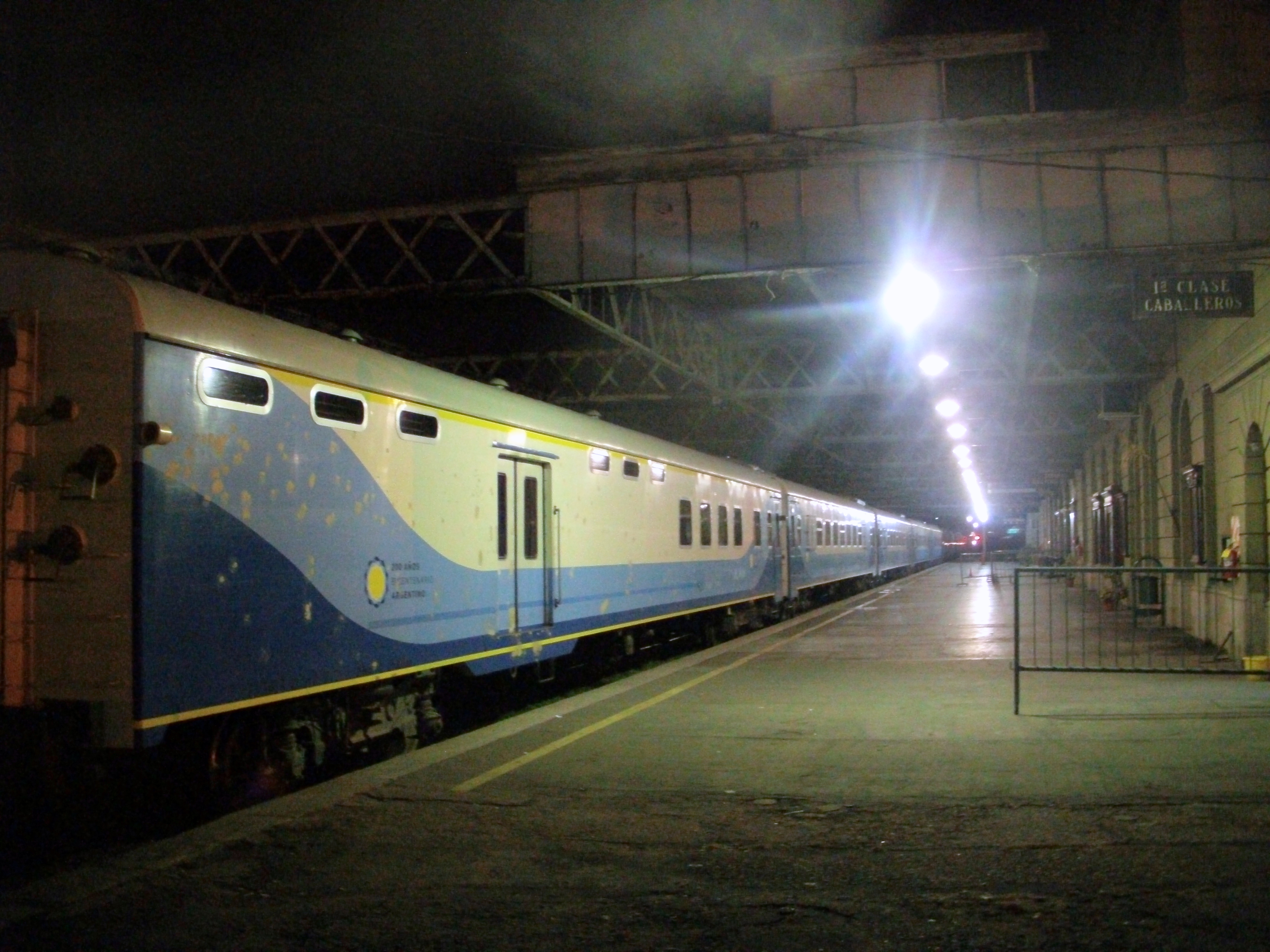
Formación comprada en años recientes en el andén del a estación
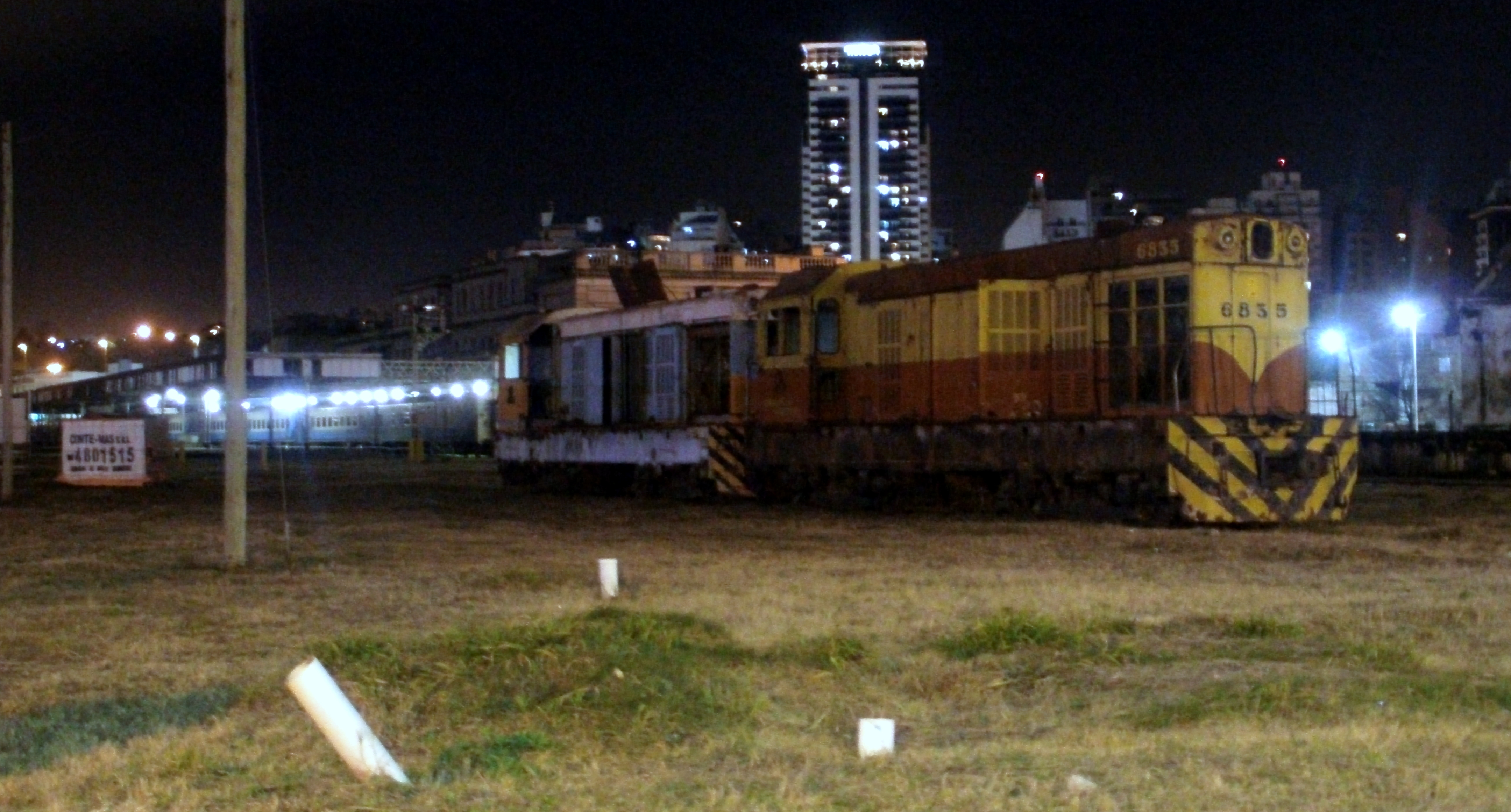
Locomotora en proximidades a la estación
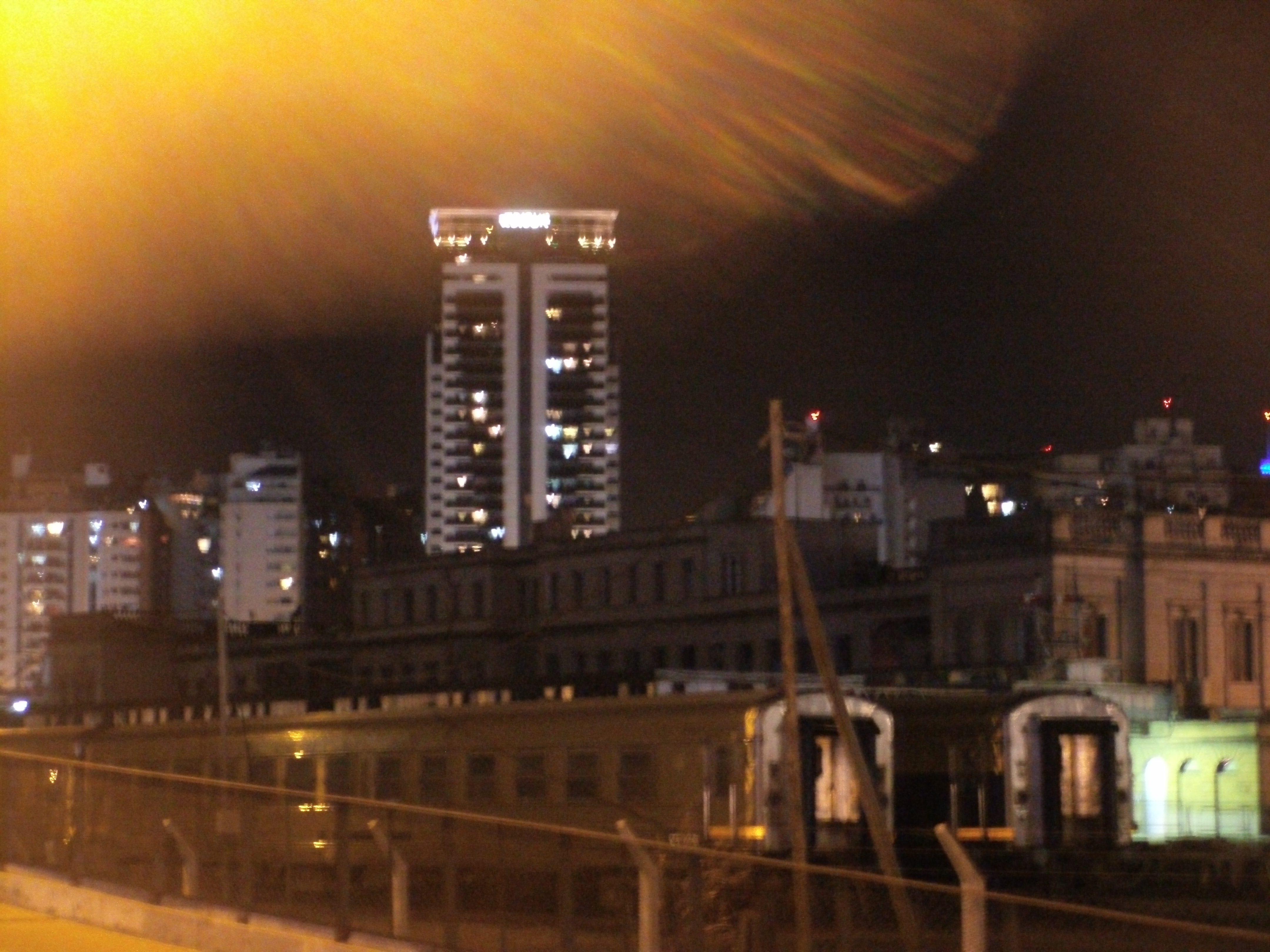
La estación rodeada de rascacielos
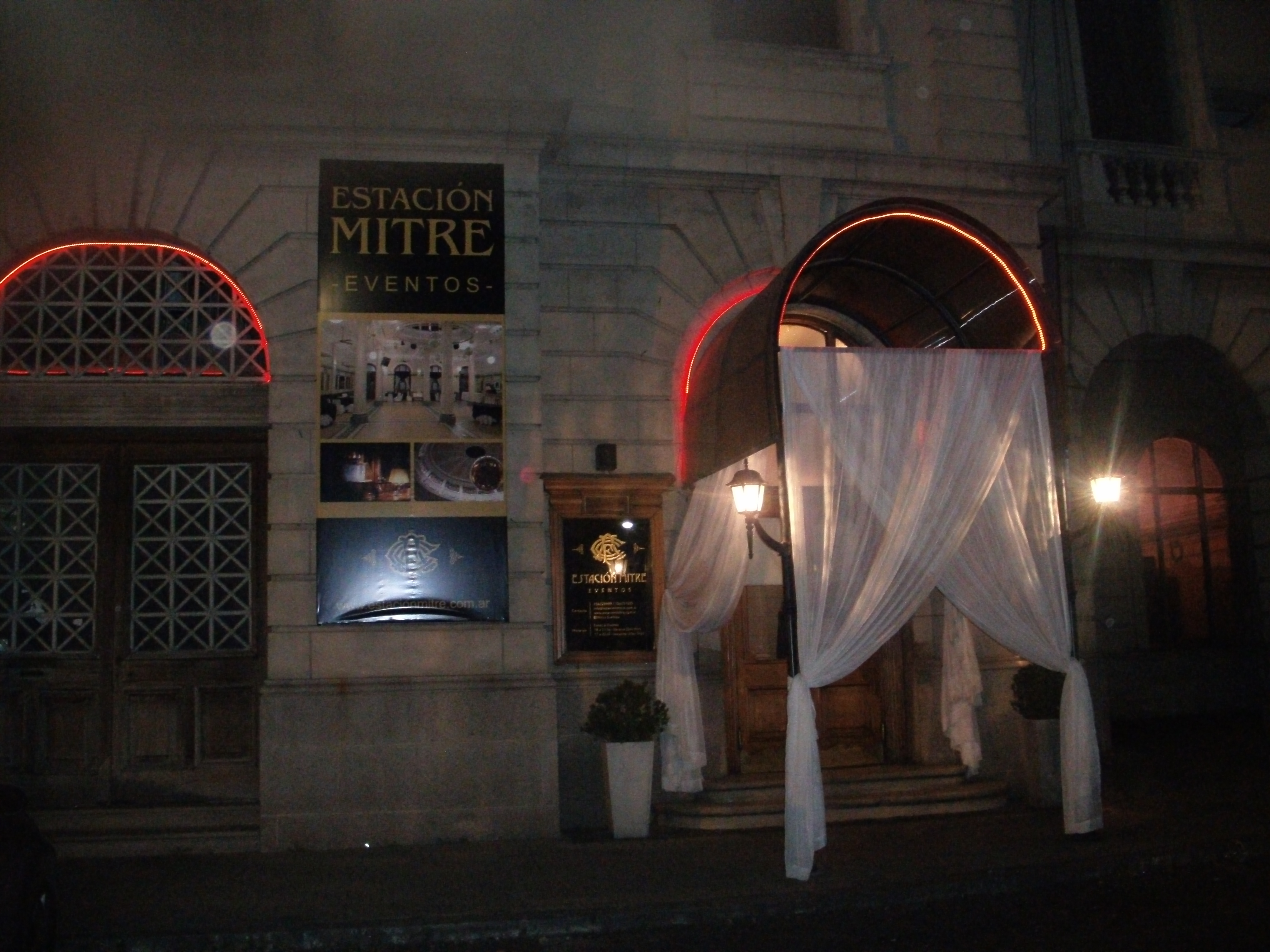
Una parte de la estación hoy es un salón de eventos
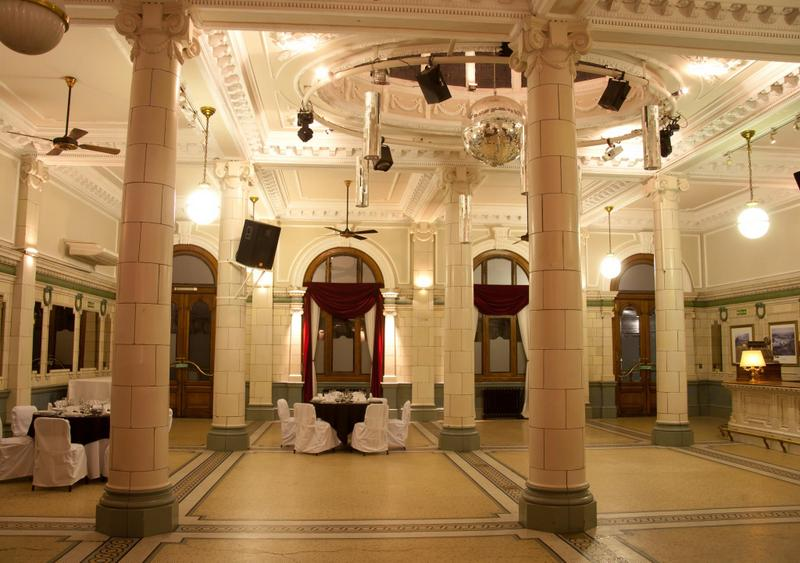
Salón principal del bar de la estación